# JS Antalaha
El JS Antalaha es un equipo de fútbol de Madagascar que juega en el Campeonato malgache de fútbol, el torneo de fútbol más importante del país.

## Historia
Fue fundado en la ciudad de Antalaha y es el único equipo de la ciudad en haber ganado el título de liga, el cual obtuvieron en la temporada 1973, y es uno de los equipos más estables de Madagascar, contando con varias participaciones en el Campeonato malgache de fútbol.
A nivel internacional han participado en un torneo continental, en la Copa Africana de Clubes Campeones 1974, en la cual fueron eliminados en la primera ronda por el Green Buffaloes FC de Zambia.

## Palmarés
- Campeonato malgache de fútbol: 1

1973

## Participación en competiciones de la CAF
| Temporada | Torneo                            | Ronda | Club               | Casa | Visita | Global |
| --------- | --------------------------------- | ----- | ------------------ | ---- | ------ | ------ |
| 1974      | Copa Africana de Clubes Campeones | 1     | Green Buffaloes FC | 1-2  | 1-4    | 2-6    |